# Balzi Rossi

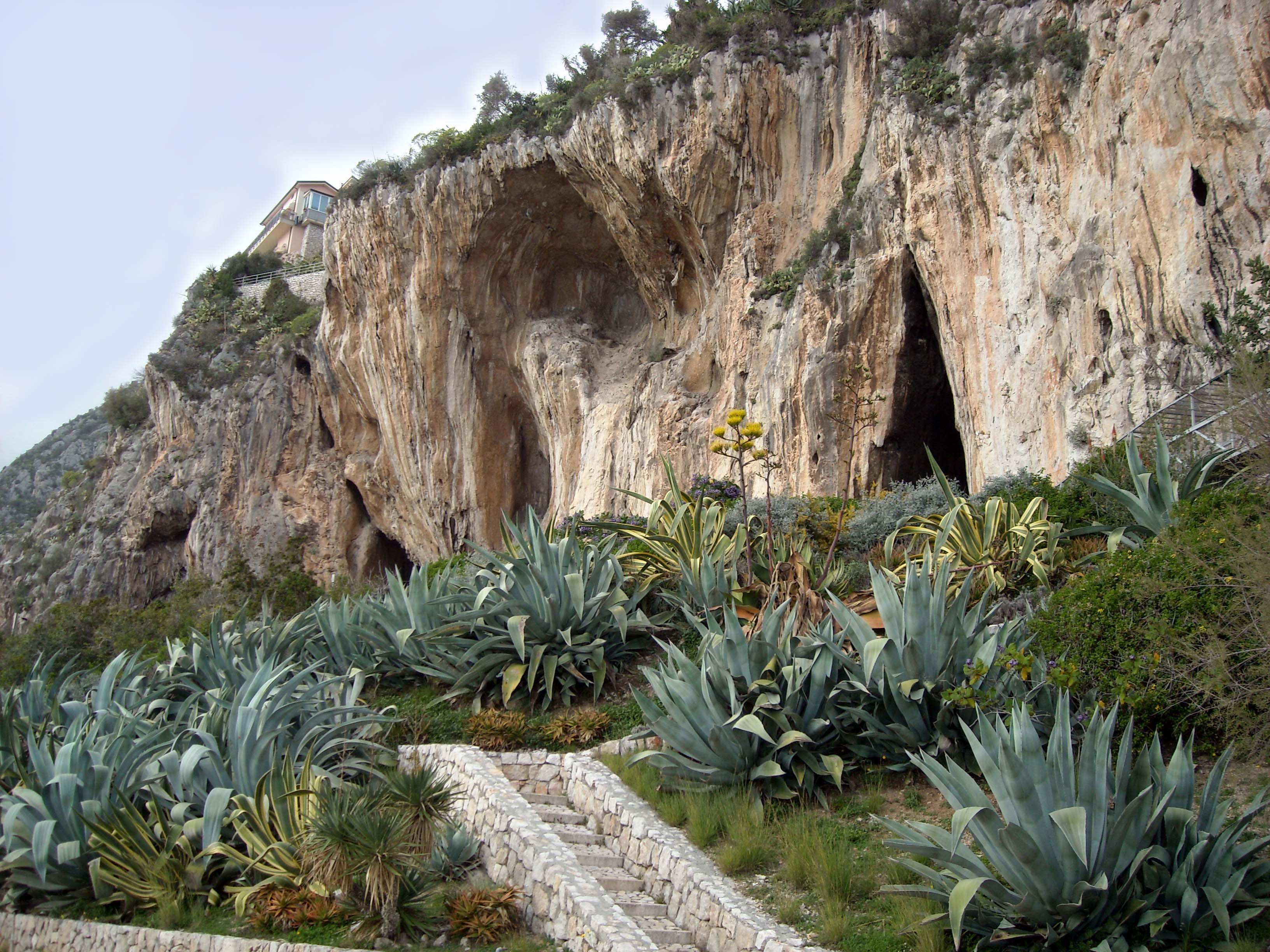
De olika grottorna.

Balzi Rossi är en strand, ett museum och ett system av grottor, där man i mitten av 1800-talet gjorde olika fynd från äldre stenåldern.
Den arkeologiska fyndplatsen är belägen i Ligurien, i närheten av frazione Grimaldi i Ventimiglia (provincia de Imperia), på kort avstånd från gränsen mellan Ponte San Ludovico och Menton.
Namnet kommer av klippornas typiska röda färg, och en 100 m hög klippa av dolomitkalksten rik på järnhaltiga mineral.
Grottorna har historiskt även kallats Grimaldigrottorna efter den närliggande byn Grimaldi eller Mentonegrottorna efter italienska namnet på den närmaste större staden Menton.

## Grottorna
Grottsystemet består av ett femtontal kaviteter, av vilka de viktigaste är (från väst till öst):
- Grotta del Conte Costantini
- Grotta dei Fanciulli, ”Barngrottan”
- Grotta di Florestano, ”Florestanogrottan”, uppkallad efter prins Florestan I av Monaco, som 1846, finansierade de första utgrävningarna.
- Riparo Mochi
- Grotta del Caviglione
- Barma Grande (Barma betyder ”grotta” enligt den lokala dialekten)
- Grotta del Principe, ”Prinsgrottan”, den största (35×18×22 m)

Bland de många fynden i grottorna finns, förutom rester av djur från olika epoker (bland annat elefant och noshörning), mänskliga gravar (totalt tjugo), olika föremål (bland dem Venusfiguriner, prydnadsföremål, stenredskap) och även en hällristning föreställande en häst. Minst sju av de funna skeletten härrör från Cro-Magnon, vars lokala variant kallas ”Grimaldimannen”. 
Intill grottorna finns ett litet förhistoriskt museum, som grundades 1898 av Sir Thomas Hanbury och expanderades och renoverades 1994. Där förvaras flera av skeletten och andra återfunna objekt.

## De viktigaste gravfynden
De viktigaste gravarna är:
- En individuell grav, upptäckt 1872 av Émile Rivière i ”Caviglionegrottan” (Uomo di Mentone) som visade en lång individ, begravd på vänster sida med händerna nära ansiktet och med benen böjda;
- En dubbelgrav upptäckt 1874 av Rivière i ”Fanciulligrottan” (”barngrottan”), med två barn som låg på rygg med benen böjda;
- En trippelgrav, bestående av tre skelett, upptäckt 1892 i ”Barma Grande-grottan”, en vuxen man och två barn av oidentifierat kön, arrangerade parallellt i samma grav och begravda med rika gravgåvor;
- En dubbelgrav upptäckt 1901 av kaniken Louis de Villeneuve i ”Fanciulligrottan”, med fynd av en äldre kvinna och en tonåring.

## Utgrävningarna
De första utgrävningar gjordes 1846, på initiativ av Florestan I av Monaco. Under de följande decennierna gjordes utgrävningar av flera forskare och lokala entusiaster, men det övergripande resultatet av denna uppsjö av aktiviteter var avgjort negativ. Utgrävningarna gjordes med enkel teknik, utan kontinuitet och utan ordentlig dokumentation. Fynden kom sedan att spridas till privata samlingar och museer runt om i världen. Utgrävningarna av Rivière (1870-1875), var ett första försök till systematik, nya undersökningar gjordes av Abbo-familjen, ägare av Barma Grande, och ledde till upptäckten av så ovanliga fornfynd, att den engelske beskyddare Sir Thomas Hanbury 1898 beslöt att bygga museet Balzi Rossi. 
Utgrävningar enligt vetenskapliga kriterier enligt tidens krav, genomfördes på initiativ av Prins Albert I av Monaco (1892-1902), under ledning av Louis de Villeneuve. Fortsatta undersökningar har sedan skett, bland annat har med ny teknik upptäckts hällristningar (1976). 

## Via Julia Augusta
Från Capo Mortola gick den antika vägen Via Julia Augusta mot Cimiez och passerade nära klippformationen Balzi Rossi.
Efter anläggandet av järnvägen mellan Ventimiglia och Nizza och de skador som uppkom under andra världskriget är det idag svårt att hitta några spår efter den romerska vägen. Det finns endast kvar en kort utskärning i klippan som möjliggjorde passage, nästan vid havsstranden.